# Amage pusilla
Amage pusilla är en ringmaskart som beskrevs av Addison Emery Verrill 1873. Amage pusilla ingår i släktet Amage och familjen Ampharetidae. Inga underarter finns listade i Catalogue of Life.